# اندی ایمپی
اندی ایمپی (انگلیسی: Andy Impey؛ زادهٔ ۳۰ سپتامبر ۱۹۷۱) بازیکن فوتبال اهل بریتانیا است.
از باشگاه‌هایی که در آن بازی کرده‌است می‌توان به باشگاه فوتبال ناتینگهام فارست، باشگاه فوتبال کویینز پارک رنجرز، باشگاه فوتبال کاونتری سیتی، باشگاه فوتبال میلوال، باشگاه فوتبال وستهام یونایتد، و باشگاه فوتبال لستر سیتی اشاره کرد.
وی همچنین در تیم ملی فوتبال زیر ۲۱ سال انگلستان بازی کرده‌است.